# Gisenyi
Gisenyi és una ciutat del districte de Rubavu a la província de l'Oest de Ruanda. Gisenyi és contigua a Goma, situada a la frontera amb la República Democràtica del Congo.

## Descripció

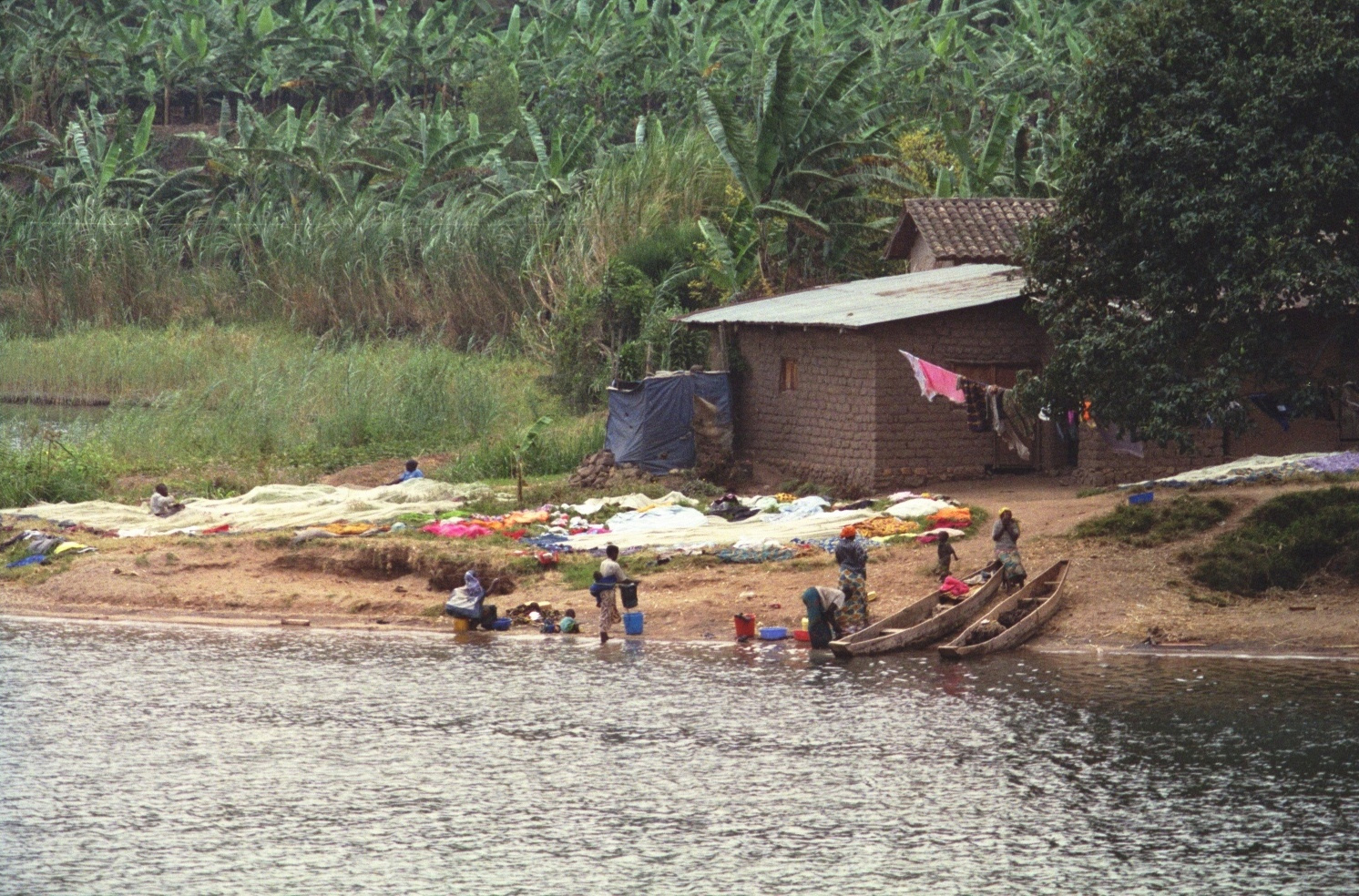
Litoral de Gisenyi.

La ciutat compta amb un resort a la vora del llac Kivu, amb diversos hotels i tres platges. La zona també és coneguda pels esports aquàtics. La riba nord del llac sobre la qual Goma i Gisenyi se situen és una plana amb formacions de lava de les erupcions del proper Nyiragongo. A diferència de Goma, Gisenyi va escapar dels fluxos de lava de les erupcions de 1977 i 2002, que van destruir entre el 15 i el 40% de la primera. Al centre de Gisenyi es troben turons en la cantonada nord-est del llac, i una expansió de baixa densitat està tenint lloc als turons, que s'espera que estiguin a resguard de futures erupcions.
Gisenyi és també la llar de Bralirwa, l'única cerveseria a Rwanda, que fabrica diverses cerveses locals - Primus, Mützig, Amstel i Guinness -, així com una gamma de refrescs de la marca Coca-cola. Gisenyi és un poble petit en comparació de la veïna Goma en la RDC, encara que Gisenyi està creixent ràpidament. En 2011, es va començar la construcció un nou centre comercial de diversos pisos a través d'una vella estació d'autobusos. A partir de 2011, les principals vies de la ciutat estan pavimentades i també són a punt de concloure la major part de les voreres .
Durant el genocidi de Ruanda, el govern provisional va instal·lar la seva base a la ciutat. Gisenyi és la ciutat on Laurent Nkunda, acusat per les Nacions Unides d'haver conduït un exèrcit que va reclutar il·legalment nens soldats congolesos, està detingut, tot esperant una decisió sobre la sol·licitud d'extradició de la República Democràtica del Congo.

## Educació
El campus de Gisenyi de la Universitat Autònoma de Kigali tenia una matrícula de 3.413 estudiants l'any acadèmic 2012-2013. Els estudiants estaven estudiant programes de les facultats de Ciències Econòmiques i Empresarials, Ciències Socials, i Dret El Col·legi Universitari de Turisme de Ruanda (RTUC) també té un campus a Gisenyi. La ciutat té al voltant de 30 escoles públiques i privades, incloses preescolar, primària i secundària.